# アンリ・アルフレッド・ジャックマール
アンリ・アルフレッド・ジャックマール（Henri Alfred Marie Jacquemart、1824年2月24日 - 1896年1月4日）は、フランスの彫刻家である。動物彫刻を制作したことで知られている。

## 略歴
パリで実業家の息子に生まれた。1845年にパリ国立高等美術学校に入学した。画家のポール・ドラローシュ（1797-1856）やジャン＝バティスト＝ジュール・クラグマン（Jean-Baptiste-Jules Klagmann: 1810-1867）に美術を学んだ。ピエール・ルイ・ルイヤール（1820-1881)やピエール＝ジュール・メーヌ（Pierre-Jules Mêne: 1810-1879）、アントワーヌ＝ルイ・バリー（1795-1875）といった同時代の彫刻家とともに、動物彫刻を制作した。動物彫刻は19世紀の後半のフランスのブルジョアジーの間で流行して、多くの美術鋳造所がその需要に答えていた。ジャックマールの作品はヴァル・ドスネ美術鋳造所(Fonderie d'art du Val d'Osne)などで鋳造複製された。
1847年から1879年の間、パリのサロンに出展し、1857年、1863年、1865年に入選した。作品にはサンミッシェル広場の噴水のグリフォン像もある。エジプトとトルコを旅し、エジプトのアレクサンドリア市から、エジプト総督、ムハンマド・アリーのモニュメントの制作も依頼された。
1870年にレジオンドヌール勲章（シュバリエ）を受勲した。1896年にパリで没した。

## 作品

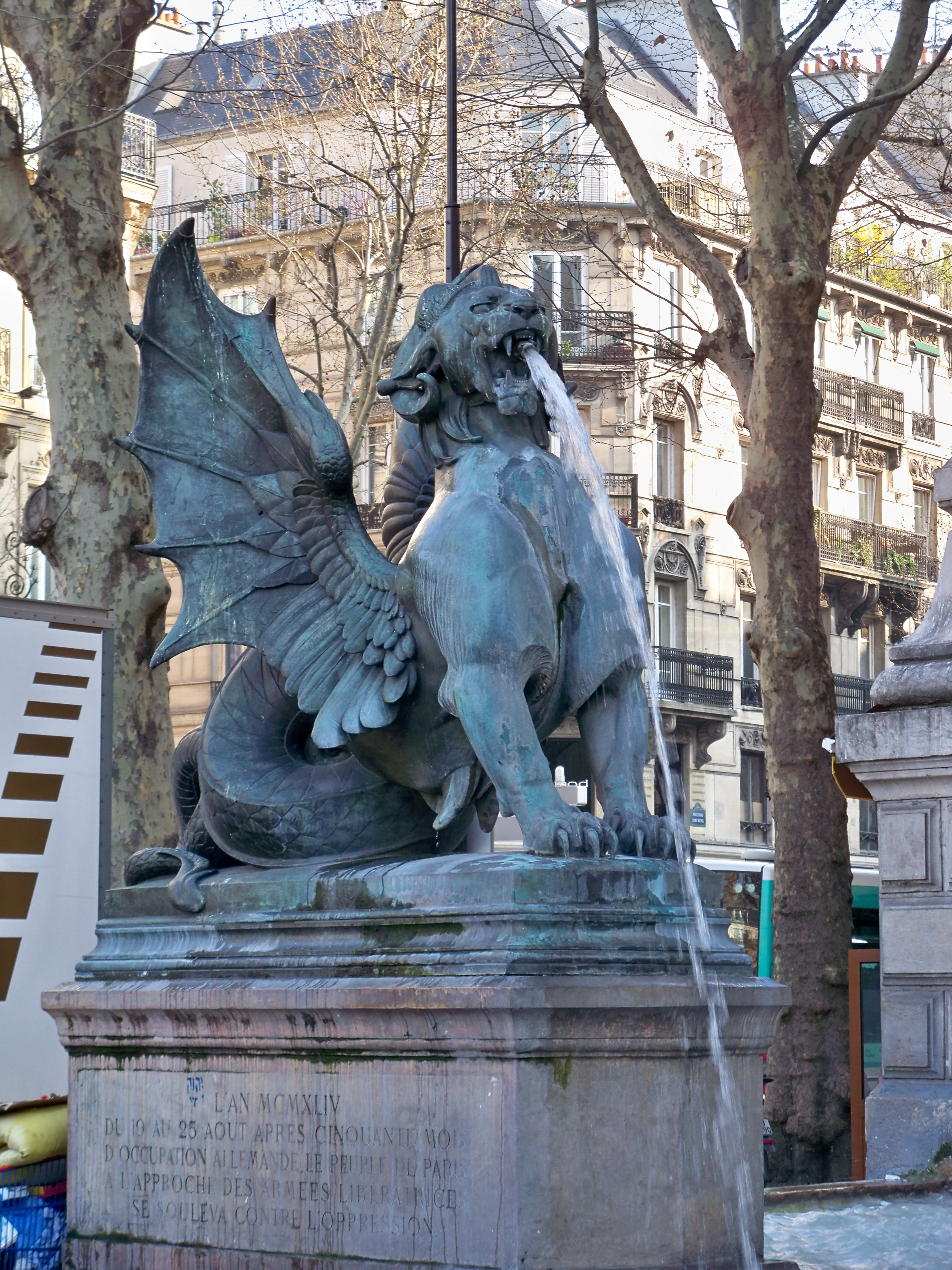
サンミッシェル広場の噴水のグリフォン像 (1860)
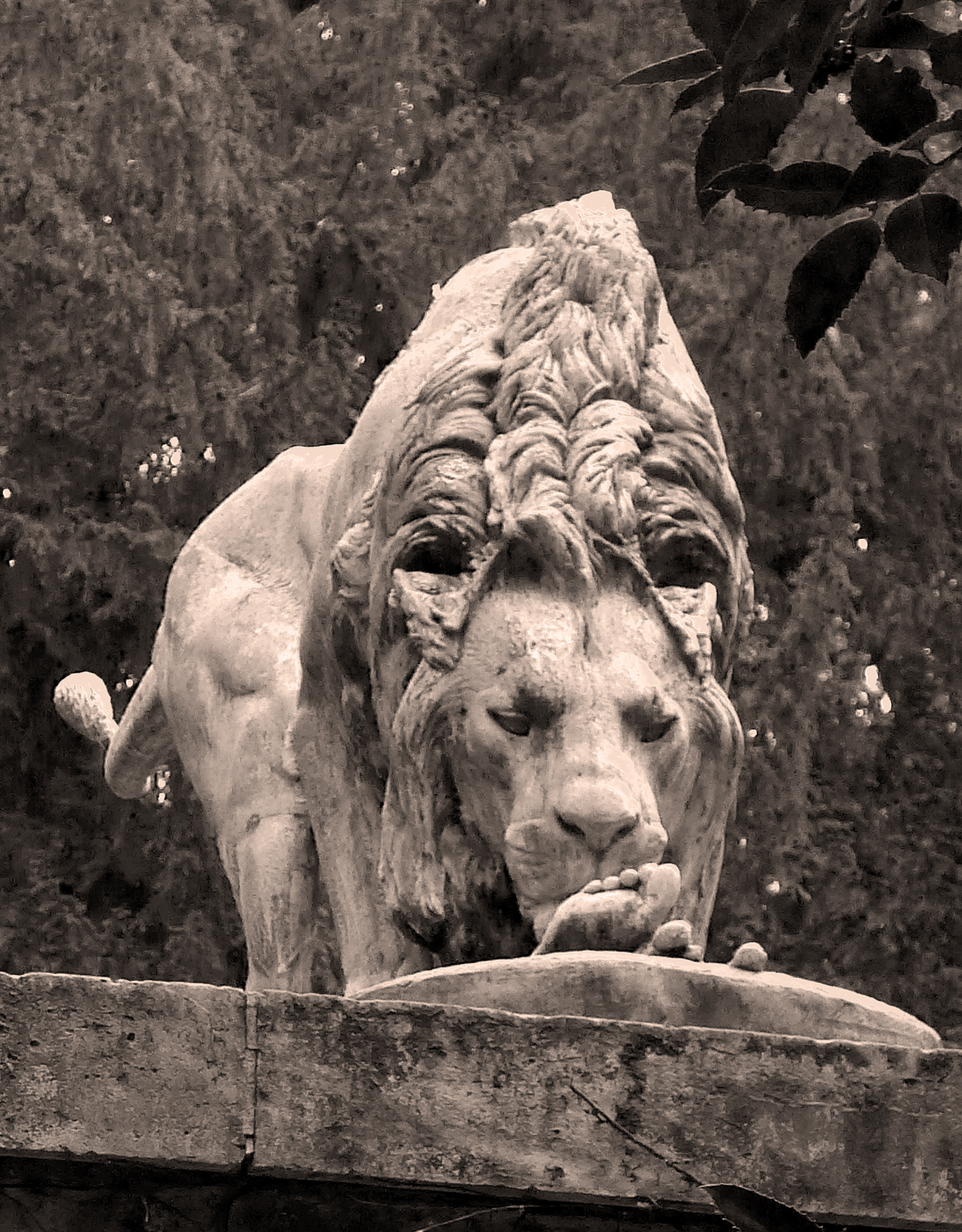
パリ植物園のライオン像
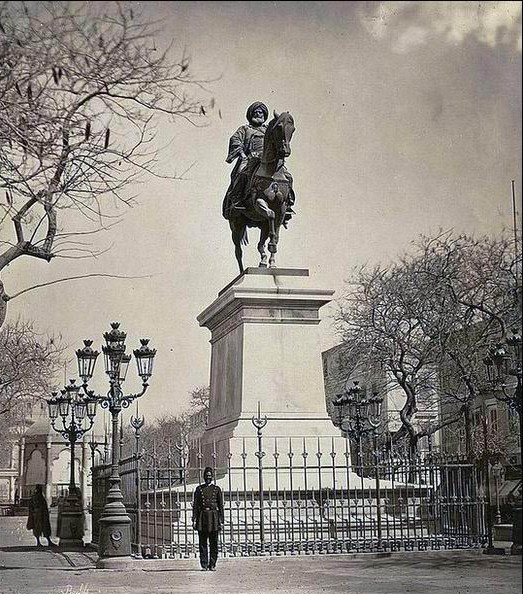
アレクサンドリアのムハンマド・アリーのモニュメント
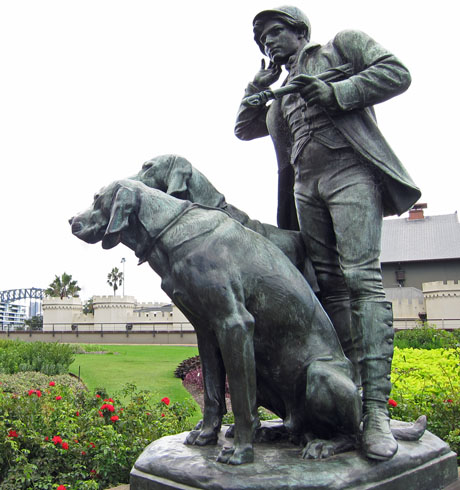
猟師と犬、シドニー植物園設置されているものを撮影